# Camponotus crassisquamis
Camponotus crassisquamis é uma espécie de inseto do gênero Camponotus, pertencente à família Formicidae.